# Швакино
Швакино — посёлок в Плесецком районе Архангельской области. Входит в муниципальное образование «Обозерское».

## География
Посёлок Швакино расположен на севере Плесецкого муниципального района, там, где река Большая Кяма (бассейн Северной Двины) пересекает Северную железную дорогу. От Швакино до Архангельска — 230 км (по железной дороге от станции Урамец), до райцентра Плесецк — 140 км.

## Население
| 2002 | 2010 | 2012 |
| ---- | ---- | ---- |
| 210  | ↘105 | ↗113 |

### Карты
- Первомайский. Публичная кадастровая карта (недоступная ссылка — история).